# 毕鸣岐
毕鸣岐（1902年—1971年），字凤岗，男，山东利津人，中华人民共和国实业家、政治人物。

## 生平
毕鸣岐是山东利津县毕家咀村人。早年毕业于德育师范。后担任天津孔士洋行华人经理、永兴顺经理。
中华人民共和国成立后，担任全国工商联副主任、中国民主建国会中央委员会常委、天津市副市长、天津市工商联主任委员等职。
在天津青龙潭一带修建水上公园的提议最早是天津实业家毕鸣岐倡导的。1950年春末夏初期间，毕鸣歧与时任中共天津市委常委、副市长李耕涛到青龙潭打野鸭，其间毕鸣歧向李耕涛提出，天津市内公园数量少且面积小，城市公园与华北第一大商埠地位不相称。青龙潭一带水面广阔、风光极佳，建议把这里建成一座水上公园，成为百姓们节假日的好去处。李耕涛认为可行，便将该建议带到市委会议上讨论并很快付诸实现。 
1954年，当选第一届全国人民代表大会代表。

## 纪念
现有毕鸣岐旧居 (常德道)和毕鸣岐旧居 (大理道)两处旧居为天津市历史风貌建筑。